# فیلیپ فارژون
فیلیپ فارژون (فرانسوی: Philippe Fargeon‎؛ زادهٔ ۲۴ ژوئن ۱۹۶۴) بازیکن سابق فوتبال اهل فرانسه است.
از باشگاه‌هایی که در آن بازی کرده‌است می‌توان به باشگاه فوتبال سروت ۱۸۹۰، و باشگاه فوتبال اوسر، باشگاه فوتبال بوردو، باشگاه فوتبال سروت ۱۸۹۰، و باشگاه فوتبال بوردو اشاره کرد.
وی همچنین در تیم ملی فوتبال فرانسه بازی کرده‌است.